# Trasporti in Georgia
Questa voce raccoglie le principali tipologie di trasporti in Georgia. Per i trasporti nel periodo sovietico, vedi trasporti in Unione Sovietica.

## Trasporti su rotaia

### Rete ferroviaria
In totale: 1.363 km di linee ferroviarie (dati del 2014).
- Scartamento standard (1520 mm): 1.326 km, di cui 1.251 elettrificati;
- Scartamento ridotto (912 mm): 37 km, tutti elettrificati;
- Collegamento a reti estere contigue
  - presente
    - con stesso scartamento (1520 mm): Armenia, Azerbaigian e Russia - attraverso la Repubblica separatista dell'Abcasia - chiuso per motivi politici;
    - con cambio di scartamento (1520/1435 mm): Turchia.

### Reti metropolitane
In Georgia è presente la metropolitana dal 1966 a Tbilisi, la capitale.

### Reti tranviarie
L'ultimo sistema tranviario della Georgia, quello della città di Tbilisi, è stato smantellato alla fine del 2006.

## Trasporti su strada

Strade nazionali in Georgia

### Rete stradale
In totale: 20.296 km (dati 2018)
- strade principali e/o internazionali, generalmente in buone condizioni: 1.603 km[2];
- strade secondarie e/o locali, generalmente in condizioni scarse: 18.821 km[2].

#### Strade principali

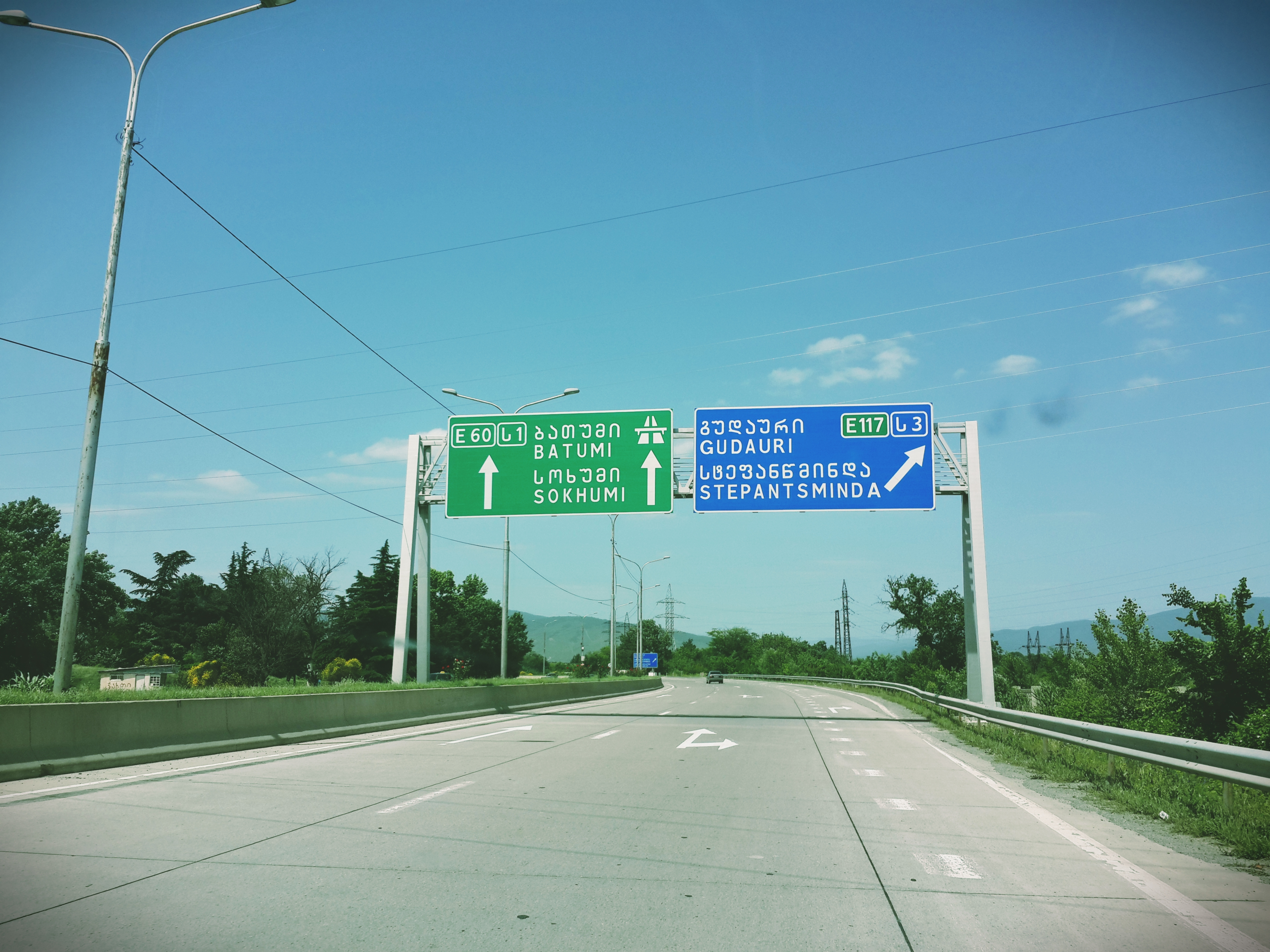
Autostrada S1

| Numero | Strada europea | Percorso                                | Lunghezza (km) |
| ------ | -------------- | --------------------------------------- | -------------- |
|        |                | Tbilisi - Senak'i - Leselidze           | 552            |
|        |                | Senak'i - Poti - Sarpi                  | 119            |
|        |                | Mtskheta - Stepantsminda - Larsi        | 139            |
|        |                | Tbilisi - Ponte Rosso                   | 57             |
|        |                | Tbilisi – Bakurtsikhe – Lagodekhi       | 160            |
|        |                | Ponichala – Marneuli – Guguti           | 98             |
|        |                | Marneuli – Sadakhlo                     | 34             |
|        |                | Khashuri – Akhaltsikhe – Vale           | 97             |
|        |                | Tangenziale di Tbilisi                  | 49             |
|        |                | Gori – Tskhinvali – Gupta – Java – Roki | 92,5           |
|        |                | Akhaltsikhe – Ninotsminda               | 112            |
|        |                | Samtredia - Lanchkhuti - Grigoleti      | 57             |
|        |                | Akhalkalaki - Lago Kartsakhi            | 36,5           |

### Reti filoviarie

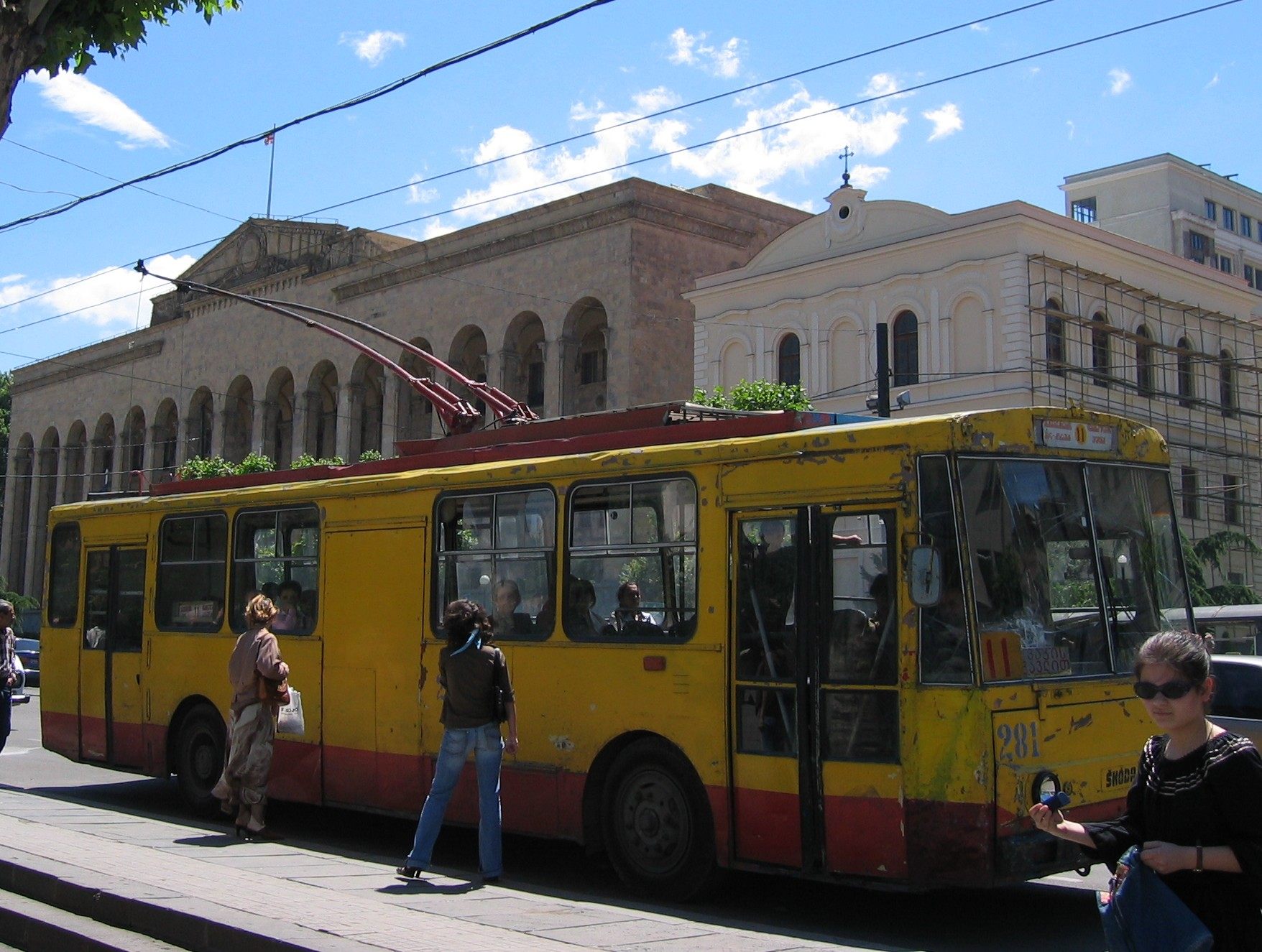
Tbilisi: filobus Škoda 14Tr n. 281 sulla linea 11

Sistemi filoviari sono presenti attualmente a Batumi, Ch'iatura, Poti, Rustavi e Sokhumi; altre reti, tra cui quella di Tbilisi, sono state smantellate tra il 2006 ed il 2007.

### Autolinee
In tutte le zone abitate sono presenti aziende pubbliche e private che gestiscono trasporti - urbani, suburbani, ed interurbani - esercitati con autobus.

## Porti e scali

### Sul Mar Nero
- Batumi, Poti e Sukhumi. Sono presenti 82 navi di marina mercantile[1].

## Trasporti aerei

### Aeroporti
In totale: 22 (dati del 2013)
a) con piste di rullaggio pavimentate: 18
- oltre 3047 m: 1
- da 2438 a 3047 m: 7
- da 1524 a 2437 m: 3
- da 914 a 1523 m: 5
- sotto 914 m: 2

b) con piste di rullaggio non lastricate: 4
- oltre 3047 m: 0
- da 2438 a 3047 m: 0
- da 1524 a 2437 m: 1
- da 914 a 1523 m: 2
- sotto 914 m: 1

### Eliporti
2 (al 2013).

## Altro
La Georgia è attraversata da 1.596 km di gasdotti e 1.175 km di oleodotti (al 2013)